# Bernd Lichtenberg
Bernd Lichtenberg (* 24. Juni 1966 in Leverkusen) ist ein deutscher Drehbuchautor und Schriftsteller.

## Leben und Wirken
Lichtenberg schrieb schon während seiner Schulzeit Rundfunk-Features für den WDR. Später absolvierte er ein Studium der Philosophie und Religionswissenschaft, gefolgt von einem Praktikum beim Sender Freies Berlin als er sich für ein Filmstudium an der Kunsthochschule für Medien Köln entschied. 1997 schrieb und inszenierte er den Kammerspiel-Kurzfilm Déjà vu mit Katrin Saß und Wolfgang Winkler. Den großen Durchbruch feierte er mit dem Drehbuch für Good Bye, Lenin! (Regie: Wolfgang Becker). Hierfür erhielt er den Deutschen Drehbuchpreis 2002 und den Europäischen Filmpreis in der Kategorie „Bestes Drehbuch“.
Zwischenzeitlich betreute Lichtenberg als Dozent und Dramaturg Projekte an der Kunsthochschule für Medien. Er lebt in Köln und Berlin.

## Auszeichnungen
- 1995: Drehbuchpreis des NRW-Kultusministeriums für Treatment Im Taglicht der Nacht.
- 2002: Deutscher Drehbuchpreis für Good Bye, Lenin!
- 2003: Europäischer Filmpreis („Bestes Drehbuch“) für Good Bye, Lenin!

## Werke
- Eine von vielen Möglichkeiten, dem Tiger ins Auge zu sehen. Geschichten. Rowohlt, Reinbek 2005, ISBN 3-498-03923-7.
- Kolonie der Nomaden. Roman. Rowohlt Verlag, Reinbek bei Hamburg, ISBN 978-3-499-25657-8.